# Steve Baker (Rennfahrer)

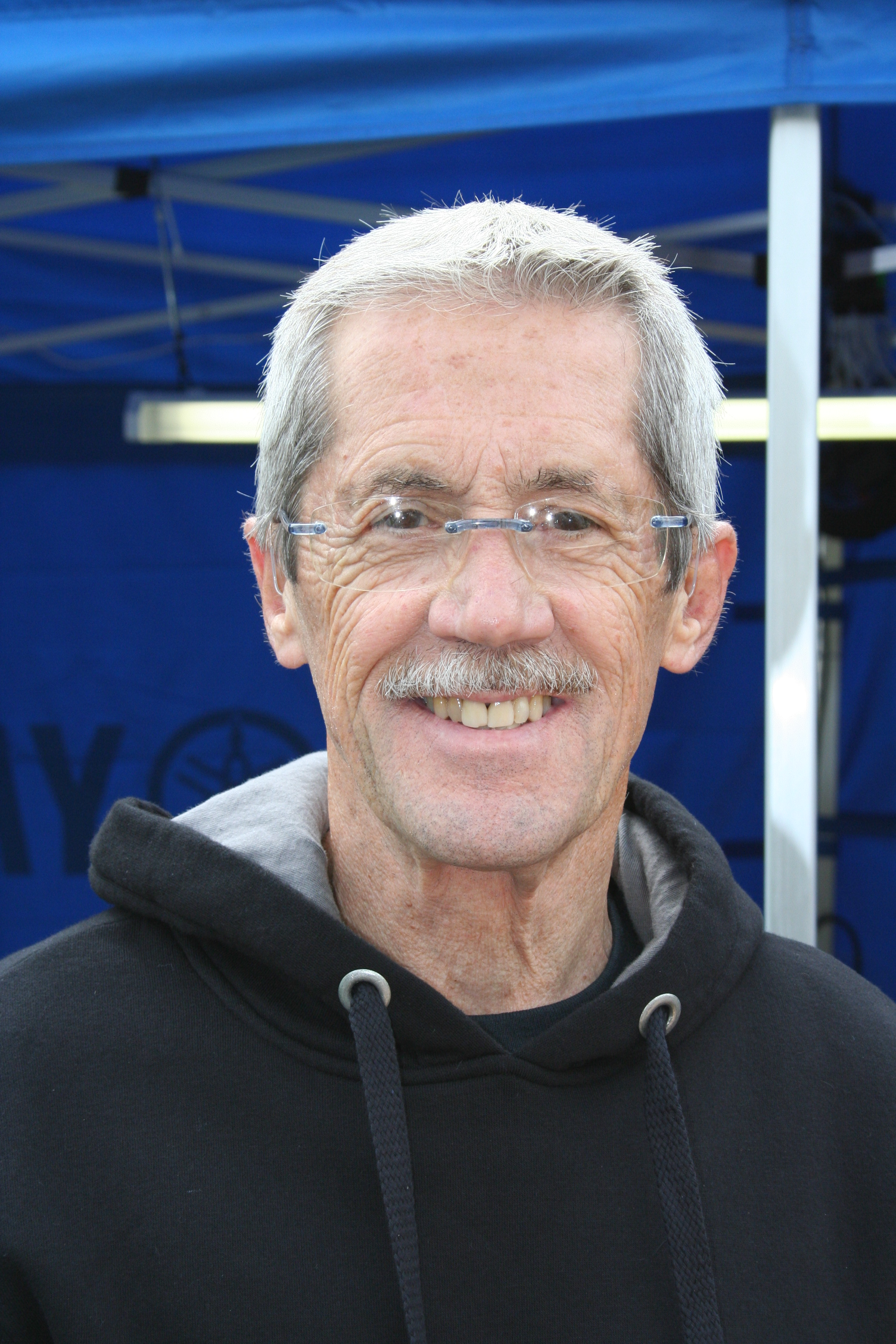
Steve Baker (2016)

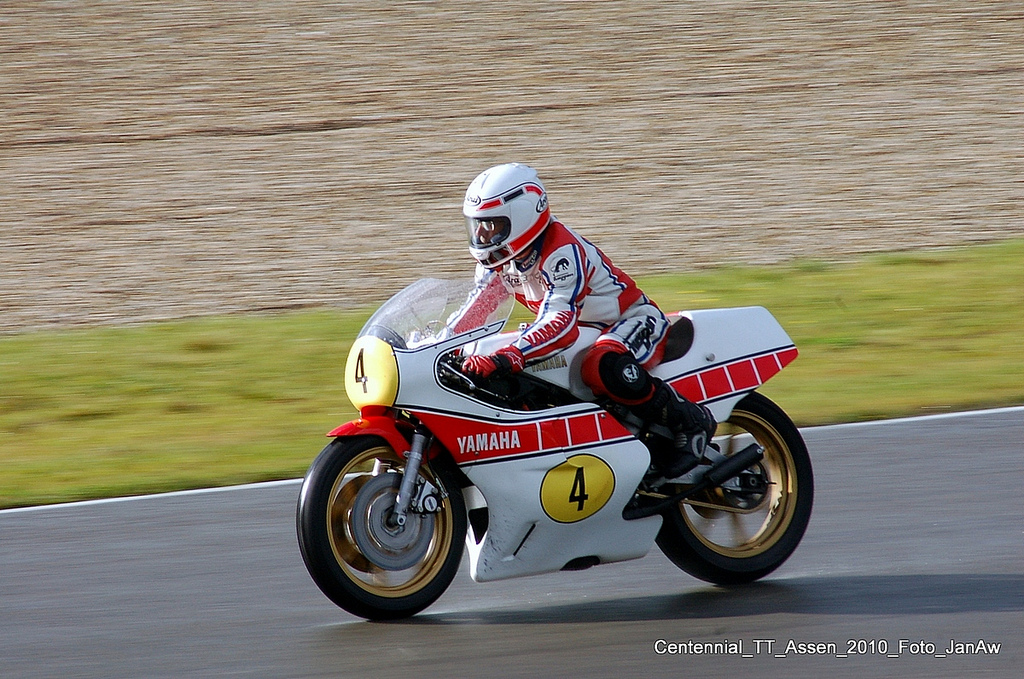
Steve Baker bei der Classic TT in Assen 2010

Steve Baker (* 5. September 1952 in Bellingham) ist ein ehemaliger US-amerikanischer Motorradrennfahrer. Er war 1977 mit seinem Titel in der Formel 750 der erste Amerikaner, der eine Motorrad-Straßenweltmeisterschaft gewinnen konnte.

## Karriere
Baker begann seine Rennfahrerkarriere auf Dirttrack-Ovalen im pazifischen Nordwesten. Später wechselte er zu Straßenrennen und nahm an Wettbewerben in Kanada teil, wo er dreifacher kanadischer Meister wurde. Diese Erfolge führten dazu, dass er 1977 für das Yamaha-Werksteam starten durfte. Das Rennjahr begann mit einem Sieg im prestigeträchtigen Daytona 200; es folgten Starts bei WM-Rennen in Europa. Die Saison 1977 schloss Baker mit dem Titel in der Formel 750 und der Vizeweltmeisterschaft in der 500-cm³-Klasse der Motorrad-Weltmeisterschaft hinter Barry Sheene ab. Trotz dieser Erfolge erfolgte keine Vertragsverlängerung im Yamaha-Werksteam, so startete Baker in der WM-Saison 1978 auf einer privaten Suzuki und beendete die Saison auf dem siebten Gesamtrang. 
Gegen Ende des Jahres 1978 erlitt Baker auf der Rennstrecke von Mosport in Kanada einen Unfall mit schwerwiegenden Verletzungen, in dessen Folge er sich vom aktiven Rennsport zurückzog.
Nach seiner Rennkarriere übernahm Baker ein Motorradgeschäft in seiner Heimatstadt Bellingham und nimmt regelmäßig an historischen Motorradsport-Veranstaltungen teil.
Im Jahre 1999 wurde Baker in die Motorcycle Hall of Fame der AMA aufgenommen.

## Ehrungen
- Aufnahme in die Motorcycle Hall of Fame[1]